# Campeonato Acriano de Futebol da Segunda Divisão de 2013
O Campeonato Acriano de Futebol - Segunda Divisão de 2013 foi a 5ª edição do torneio, 3º organizada pela Federação de Futebol do Estado do Acre. Contou com a participação de quatro equipes, que se enfrentaram pelo título de campeão acriano da segunda divisão e pela ascensão ao acriano da primeira divisão de 2014.

## Regulamento
Na primeira fase, jogam todos contra todos e o campeão de cada turno garante vaga na final, disputada em partida única. O vencedor garante vaga no Campeonato Acriano de Futebol de 2014. Caso o campeão do primeiro turno for o mesmo do segundo, esta etapa é dispensada e o clube vencedor garante o acesso.

## Primeira fase

### Primeira rodada
| 20 de julho de 2013 | ADESG    | 1 - 1     | Acriano     | Estádio Florestão, Rio Branco                                             |
| 16:00 h (UTC−5)     | Ciel 92' | Relatório | Rogério 13' | Público: 93 pagantes Renda: R$ 615,00 Árbitro: Antônio Marivaldo de Souza |

| 20 de julho de 2013 | Amax | 0 - 2 | Vasco-AC                 | Estádio Florestão, Rio Branco                                             |
| 18:00 h (UTC−5)     |      |       | Tarauacá 54' · Kinho 86' | Público: 93 pagantes Renda: R$ 615,00 Árbitro: Antônio Marivaldo de Souza |

### Segunda rodada
| 27 de julho de 2013 | Vasco-AC | 1 - 1     | ADESG    | Estádio Florestão, Rio Branco         |
| 17:00 h (UTC−5)     | Kinho ?' | Relatório | Késio ?' | Público: 51 pagantes Renda: R$ 320,00 |

| 27 de julho de 2013 | Acriano | 0 - 2 | Amax                        | Estádio Florestão, Rio Branco         |
| 19:00 h (UTC−5)     |         |       | Pablo Mineiro ?' · Rener ?' | Público: 51 pagantes Renda: R$ 320,00 |

### Terceira rodada
| 3 de agosto de 2013 | Vasco-AC                    | 2 - 0     | Acriano | Estádio Florestão, Rio Branco         |
| 16:00 h (UTC−5)     | Tonho Cabañas ?' · Lelão ?' | Relatório |         | Público: 40 pagantes Renda: R$ 250,00 |

| 3 de agosto de 2013 | ADESG | 2 - 2 | Amax | Estádio Florestão, Rio Branco         |
| 18:00 h (UTC−5)     | ?'    |       | ?'   | Público: 40 pagantes Renda: R$ 250,00 |

Desempenho por rodada
Clubes que lideraram ao final de cada rodada:
| Rodadas | Rodadas | Rodadas |
| ------- | ------- | ------- |
| 1       | 2       | 3       |
| VAS     |         |         |

Clubes que ficaram na última posição ao final de cada rodada:
| Rodadas | Rodadas | Rodadas |
| ------- | ------- | ------- |
| 1       | 2       | 3       |
| AMA     | ACR     | ACR     |

### Primeira rodada
| 10 de agosto de 2013 | Vasco-AC | 0 - 2     | Amax                  | Estádio Florestão, Rio Branco         |
| 17:00 h (UTC−5)      |          | Relatório | Rener 38' · Laion 85' | Público: 45 pagantes Renda: R$ 320,00 |

| 10 de agosto de 2013 | Acriano               | 2 - 1     | ADESG     | Estádio Florestão, Rio Branco         |
| 19:00 h (UTC−5)      | Kita ?' · Lenilson ?' | Relatório | Gilson ?' | Público: 45 pagantes Renda: R$ 320,00 |

### Segunda rodada
| 18 de agosto de 2013 | Acriano    | 1 - 3     | Amax                                         | Estádio Florestão, Rio Branco         |
| 16:00 h (UTC−5)      | Wilame 27' | Relatório | Edivan 47' · Pablo Mineiro 26' · Eduardo 37' | Público: 31 pagantes Renda: R$ 225,00 |

| 18 de agosto de 2013 | ADESG       | 1 - 2     | Vasco-AC             | Estádio Florestão, Rio Branco         |
| 18:00 h (UTC−5)      | Romário 88' | Relatório | Lelão 3' · Kinho 32' | Público: 31 pagantes Renda: R$ 225,00 |

### Terceira rodada
| 24 de agosto de 2013 | Amax                                   | 3 - 1     | ADESG     | Estádio Florestão, Rio Branco         |
| 16:00 h (UTC−5)      | Vaca 11' · Pablo Mineiro 22' · Rai 67' | Relatório | Cairo 46' | Público: 20 pagantes Renda: R$ 125,00 |

| 24 de agosto de 2013 | Vasco-AC                                                                  | 7 - 1 | Acriano | Estádio Florestão, Rio Branco         |
| 18:00 h (UTC−5)      | Lelão 8' 20' ?' (P) · Jeferson ?' · Marcelo Cabeção ?' · Tonho Cabañas ?' |       | Kita ?' | Público: 20 pagantes Renda: R$ 125,00 |

Desempenho por rodada
Clubes que lideraram ao final de cada rodada:
| Rodadas | Rodadas | Rodadas |
| ------- | ------- | ------- |
| 1       | 2       | 3       |
| AMA     |         |         |

Clubes que ficaram na última posição ao final de cada rodada:
| Rodadas | Rodadas | Rodadas |
| ------- | ------- | ------- |
| 1       | 2       | 3       |
| VAS     | ADE     | ADE     |

## Final
| 31 de agosto    | Vasco-AC       | 1 - 1     | Amax    | Estádio Florestão, Rio Branco                                                                                  |
| 16:00 h (UTC−5) | Arquimedes 62' | Relatório | Vaca 2' | Público: 190 pagantes Renda: R$ 1.295,00 Árbitro: Carlos Ronne Casas Auxiliares: Civaldo Neri e Israel Sampaio |

|               |     | Penalidades          |  |
| ?: ?: Renato: | 4–3 | ?: ?: Rener: Aílton: |  |

## Premiação
| Campeonato Acriano da Segunda Divisão 2013     |
| Vasco da Gama-AC                               |
| ---------------------------------------------- |
| Vasco da Gama (Rio Branco) Campeão (1º título) |